# اسحاق بلفضیل
اسحاق بلفضیل (زادهٔ ۱۲ ژانویهٔ ۱۹۹۲) بازیکن فوتبال اهل الجزایر است که در پست مهاجم نوک برای تیم ملی فوتبال الجزایر بازی میکند.